# (6943) Moretto
(6943) Moretto est un astéroïde de la ceinture principale.

## Description
(6943) Moretto est un astéroïde de la ceinture principale. Il fut découvert le 7 novembre 1978 à l'Observatoire Palomar par Eleanor Francis Helin et Schelte J. Bus. Il présente une orbite caractérisée par un demi-grand axe de 2,20 UA, une excentricité de 0,11 et une inclinaison de 4,1° par rapport à l'écliptique.
Il est nommé d'après le peintre italien Alessandro Bonvicino, dit Moretto.